# Antoine de Roquelaure

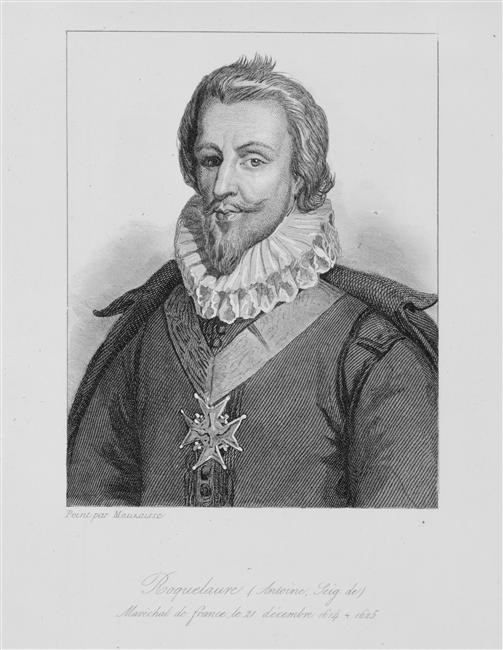
Antoine de Roquelaure

Antoine de Roquelaure (Antòni de Ròcalaura em occitânica), senhor de Roquelaure, Gaudoux, Sainte-Christie, Mirepoix, Montbert, Barão de Lavardens e Biran (1544 – Lectoure, 1625) foi um importante estadista francês do século XVI e colaborador próximo de Henrique IV. Ele foi feito marechal da França em 1614 por Luís XIII.

## Antecedentes e início da vida
A existência de senhores de Roquelaure está documentada pelo menos no século XII. A família Roquelaure mantinha o feudo em conjunto com os senhores de quem o recebiam. A família adquiriu a senhoria de Saint-Aubin no início do século XIV, quando Brunissent de Savaillan, senhora de Saint-Aubin e viúva de Bertrand II de Roquelaure, concedeu o feudo a seu filho Pierre de Roquelaure após seu segundo casamento.
Antoine de Roquelaure foi o terceiro filho de Géraud, senhor de Roquelaure, Gaudoux, Montbert e Le Longard (falecido em 1557) e Catherine de Bezolles. Como tal, ele foi originalmente destinado por seu pai a uma carreira eclesiástica, mas com a morte de seu pai, ele herdou a senhoria de Le Longard e se colocou a serviço de Antônio de Navarra.

## Associação com Navarra
Joana III de Navarra o estimava muito e, após a morte de seu marido Antônio, em 1563, ela concedeu-lhe a parte do feudo de Roquelaure que a coroa de Navarra possuía e o colocou a serviço de seu filho Henrique, que tinha então apenas nove anos de idade. Aos dezoito anos, Antoine de Roquelare ainda era jovem, e Henrique logo apreciou a lealdade e a devoção de seu brilhante companheiro. Roquelaure acabou por tomar posse total do feudo após a morte de seus dois irmãos mais velhos, Jean-Bernard e Bernard nas Guerras da Religião.
Roquelaure fazia parte do séquito que acompanhou o jovem rei huguenote a Paris por ocasião de seu casamento com Margarida de Valois em 1572 e participou de sua fuga quatro anos depois do confinamento durante uma caçada. Ele fez parte do grupo de confidentes que aconselhou o rei em sua corte em Nérac e participou do cerco de Eauze em 1579.

## No serviço da França

Brasão dos Roquelaures, hoje usado pela comuna de Roquelaure-Saint-Aubin

Depois que Henrique se tornou o herdeiro legítimo do trono da França em 1589, Roquelaure o seguiu em todas as suas batalhas para garantir a coroa: Coutras, Arques e Ivry. Como católico, Roquelaure desempenhou um papel importante ao convencer Henrique a adotar essa fé para fortalecer seu domínio sobre a coroa francesa. Seu serviço lhe rendeu muitos encargos e benefícios que o transformaram em uma das pessoas mais importantes do reino. Ele foi feito mestre do guarda-roupa em 1589, cavaleiro da Ordem do Espírito Santo e tenente-geral da Alta Auvergne, capitão do Palácio de Fontainebleau e mais tarde governador do Condado de Foix, tenente-general de Guyenne em 1597 e prefeito de Bordeaux.
Em 16 de maio de 1610, Roquelaure estava com o rei na carruagem em que ele foi assassinado por François Ravaillac.
Durante a regência, Maria de Médici confiou-lhe a supressão das cidades que se haviam levantado contra ela, e por esses serviços ele foi homenageado em 1614 com o título de marechal da França por Luís XIII.
Ele renunciou ao cargo de governador de Guyenne em 1613 e apenas manteve o cargo de governador de Lectoure, o que lhe permitiu retornar aos seus domínios. Ele morreu em Lectoure em 1625, aos 81 anos.

## Descendentes
Em 1581, casou-se com Catherine d'Ornesan, que morreu em 1601. Eles tiveram seis filhos, mas ele não tinha descendentes do sexo masculino no momento da morte de seu filho Jean-Louis, em 1610. Ele se casou novamente em 1611 com Susanne de Bassabat, com quem ele teve doze filhos, entre eles Gaston-Jean-Baptiste de Roquelaure (1617-1683), seu principal herdeiro. Sagacidade célebre, Gaston foi criado como o primeiro duque de Roquelaure e par da França em 1652 (embora os pares continuassem sem registro) e foi nomeado governador de Guyenne em 1679.
O filho de Gaston, Antoine Gaston de Roquelaure (1656-1738), continuava com a reputação de humor da família. Em tenra idade, serviu na Guerra Franco-Holandesa e mais tarde na Guerra dos Nove Anos. Ele foi nomeado governador do Languedoc em 1706 e recebeu o bâton do marechal em 1724. O segundo duque de Roquelaure também deu seu nome ao "roquelaure" ou "roquelaire", uma capa na altura dos joelhos.
Sua filha, Françoise, casou-se com Louis Bretagne de Rohan-Chabot (filho de Louis de Rohan-Chabot) em 1708 e, como resultado, o ducado de Roquelaure passou a essa família, que a vendeu, chegando finalmente à posse do rei. O rei Luís XV o vendeu para Guillaume Dubarry em 1772.
O marquesado de Roquelaure foi criado em 1766 em favor de Charles de Roquelaure, senhor de Saint-Aubin, mas não deve ser confundido com o ducado original.